# Forn de coure guix
El Forn de coure guix és una obra de Corbera de Llobregat (Baix Llobregat) inclosa a l'Inventari del Patrimoni Arquitectònic de Catalunya.

## Descripció
Restes d'un forn de guix, construït amb pedra tapaç i calç. Conserva només el fossat pel foc, les parets del contorn i els annexes de motlluració. Pel seu aspecte podríem pensar que és un dels més antics de Corbera. Es feia servir per a fer guix durant les darreres èpoques del segle xix, quan s'explotaren els estrats potents de sulfat de calç que es dispersen en el vessant nord de la riera Rafamans.